# Đô đốc Tuyết
Đô đốc Tuyết (chữ Hán: 都督雪; ?-1802?), có tên là Nguyễn Văn Tuyết (阮文雪), là danh tướng nhà Tây Sơn trong lịch sử Việt Nam. Ông là một trong Tây Sơn thất hổ tướng.

## Thân thế và sự nghiệp
Một số sử liệu đã chép rằng Nguyễn Văn Tuyết là người An Nhơn, huyện Tuy Viễn, phủ Quy Nhơn (nay thuộc huyện Tây Sơn, tỉnh Bình Định). Tuy nhiên, theo gia phả họ Nguyễn (chi 2 phái 4 ở làng Lệ Xuyên, xã Triệu Trạch, huyện Triệu Phong, tỉnh Quảng Trị), thì ông là người làng Ôn Tuyền, huyện Đăng Xương, Thuận Hóa (nay là làng Lệ Xuyên, xã Triệu Trạch, huyện Triệu Phong, Quảng Trị); và tên thật của ông là Nguyễn Minh Mẫn.
Tương truyền trước khi phong trào Tây Sơn khởi phát vào năm 1771, ông là người có sức mạnh, giỏi võ, và từng là một trong số người du thủ du thực. Tình cờ trên bước đường phiêu bạt khắp nơi, ông gặp được một người thầy dạy võ hết lòng yêu thương chỉ dạy, lại còn đem con gái gả cho, Nguyễn Văn Tuyết đã trở thành người quyết chí đem tài sức của mình ra cứu khổ cho dân. Khi nghe Nguyễn Nhạc ở Tây Sơn chiêu mộ hào kiệt, ông bèn cùng vợ về quê nhà, rồi lên sơn trại đầu quân, và nhanh chóng được anh em nhà Tây Sơn trọng dụng.
Năm Quý Tỵ (1773), Tây Sơn Vương Nguyễn Nhạc đánh chiếm xong huyện lỵ Tuy Viễn, giao cho ông và Huyền Khê (tên hiệu, tên thật không rõ) đóng giữ.
Tháng 5 năm 1788, sau khi Vũ Văn Nhậm bị giết tại Thăng Long, binh quyền của Nhậm được Nguyễn Huệ giao lại cho Ngô Văn Sở. Nguyễn Văn Tuyết (lúc này đã được thăng làm Đô đốc) là một trong số ít người được cử ở lại làm phụ tá.
Cuối năm Mậu Thân (1788), khoảng 29 vạn quân Mãn Thanh do Tôn Sĩ Nghị chỉ huy tràn sang xâm lược nước Việt, ông được dự phần trong bộ chỉ huy Bắc Hà do Đại Tư mã Ngô Văn Sở đứng đầu. Được tin cậy, ông lãnh trọng trách gấp rút trở về Phú Xuân, cấp báo tình hình nguy cấp và phương lược phòng chống quân Thanh do bộ chỉ huy Bắc Hà đề xuất.
Nghe tin báo, ngày 25 tháng 11 năm Mậu Thân (22 tháng 12 năm 1788), vua Quang Trung (Nguyễn Huệ) xuất quân tiến ra Bắc Hà. Trong lệnh xuất quân của nhà vua vào ngày 30 tháng Chạp năm Mậu Thân, thì: Đại đô đốc Lộc, Đô đốc Tuyết đốc xuất tả quân, trong đó gồm có thủy quân vượt biển vào sông Lục Đầu; rồi Tuyết vẫn kinh lý vùng Hải Dương để tiếp ứng với mặt Đông...
Sách Tìm hiểu thiên tài quân sự của Nguyễn Huệ, ghi chi tiết: 
...Đạo quân thứ hai đi đường thủy, do đô đốc Nguyễn Văn Tuyết chỉ huy, (từ Biện Sơn) tiến vào sông Lục Đầu, tiêu diệt quân cần vương của Lê Chiêu Thống ở Hải Dương, rồi tiến lên uy hiếp cạnh sườn phía đông của Tôn Sĩ Nghị đóng ở bờ sông Hồng, làm tiếp ứng cho đạo quân chủ lực và các đạo quân khác đánh vào Thăng Long...
Sau trận đại phá quân Thanh, sử liệu không ghi rõ Đô đốc Nguyễn Văn Tuyết làm gì và ở đâu, chỉ biết khoảng giữa năm 1802, khi vua Gia Long (Nguyễn Phúc Ánh) dẫn đại quân tiến ra Bắc Thành, thì vợ chồng ông đang coi việc binh ở nơi đó.
Trước sức mạnh của quân đội Nguyễn, liệu không thể chống giữ nổi, Đô đốc Nguyễn Văn Tuyết và vợ đã đưa vua Cảnh Thịnh cùng cung quyến sang sông Nhị Hà chạy lên vùng núi phía Bắc. Tướng Lê Chất dẫn quân truy đuổi kịp. Đô đốc Tuyết truyền cho vợ phò ngự giá chạy trước, còn mình thì ở lại ngăn cản. Sau một hồi kịch chiến, ông bị súng bắn trúng té nhào, tử trận... quân Nguyễn liền đuổi theo ngự giá. Trần phu nhân hết sức chống cự, nhưng chỉ ít lâu thì cả đoàn đều bị bắt. Không thể để đối phương làm nhục, phu nhân liền tự sát cùng với Thái hậu Bùi Thị Nhạn. Đó là ngày 16 tháng 6 năm Nhâm Tuất (1802)...
Đề cập đến ngày tàn của nhà Tây Sơn, sách Nhà Tây Sơn có câu chép về vợ chồng Đô đốc Tuyết như sau: Nguyễn Văn Tuyết đã cùng vợ con tuẫn nghĩa sau khi thất thủ Bắc Thành.

## Câu nói lưu danh
| “              | Ra sức trừ khử sự đau khổ cho dân, vì cả cõi đời này mà tiêu diệt hết mọi bất bình, đó là sở nguyện của ta. | ” |
| — Đô đốc Tuyết | |   |

## Nghi vấn
Về cái chết của Đô đốc Tuyết, đang tồn tại ba ý kiến khác nhau:
1. Ông đã cùng vợ con tuẫn nghĩa sau khi Bắc Thành thất thủ vào năm 1802.
2. Ông đã trốn được sau khi nhà Tây Sơn sụp đổ, và sống mai danh ẩn tích cho đến ngày qua đời.[7]
3. Ông đã thất tích tại Hải Dương. Gia phả đã dẫn trên, chép: Nguyễn Minh Mẫn (tự Tuyết), Đô đốc hải quân, tướng lĩnh Tây Sơn, tiền trào vi huấn đạo Tuyết quang tử, thất tích tại Hải Dương năm Kỷ Dậu (1789)...[8]

## Được tôn thờ và lưu danh
Hiện nay, tại đường Hoàng Diệu thuộc quận Phú Nhuận, Thành phố Hồ Chí Minh, có một đền thờ của dòng họ Nguyễn Văn Tuyết. Ở đấy, con cháu ông thờ ông và còn thờ cả danh tướng Đô đốc Long. Ngoài ra, ở quận 7 Thành phố Hồ Chí Minh, quận Đống Đa thành phố Hà Nội, quận Cẩm Lệ thành phố Đà Nẵng cũng có những con đường mang tên ông.

## Thông tin thêm
(Chỉ để tham khảo)
Tác giả sách Nhà Tây Sơn kể: 
Nguyễn Văn Tuyết là người An Nhơn, có sức mạnh, từng tụ tập kẻ vô lại ở chợ Gò Chàm (phía Bắc thành Quy Nhơn), và được tôn làm đầu nậu (đầu đảng). Ông tự đặt ra lệ là bất kỳ ai đến chợ mãi võ đều phải đến xin phép ông. Một hôm, ông nghe tin Trần lão (Trần Kim Hùng, người thôn Trường Định, huyện Tuy Viễn) cùng hai cháu gái trẻ đến chợ mãi võ mà không xin phép, liền kéo mươi thủ hạ đến hỏi tội. Sau khi tranh tài, biết Trần lão giỏi võ hơn mình, ông xin đi theo làm môn đồ. Kể từ đó, nghe lời thầy dạy, ông lo rèn võ luyện văn để chờ cơ hội ra giúp nước. Năm năm sau, Nguyễn Văn Tuyết trở về, những thuộc hạ cũ đến mừng ông đều lựa lời khuyên nên bỏ nghề cướp bóc. Khi nghe Nguyễn Nhạc ở Tây Sơn chiêu mộ hào kiệt, ông bèn cùng vợ về quê nhà rồi lên sơn trại đầu quân. Tại đây, Nguyễn Văn Tuyết gặp lại một trong hai người cháu gái của Trần sư phụ là Trần Thị Lan, và ông đã cưới cô này làm vợ...

## Sách tham khảo
- Ngô gia văn phái, Hoàng Lê nhất thống chí, Nhà xuất bản Văn Học, 1984,
- Nguyễn Khắc Thuần, Danh tướng Việt Nam (Tập 3). Nhà xuất bản Giáo dục, 2005.
- Quách Tấn- Quách Giao, Nhà Tây Sơn. Bảo tàng Quang Trung xuất bản, 2002
- Nguyễn Lương Bích - Phạm Ngọc Phụng, Tìm hiểu thiên tài quân sự của Nguyễn Huệ. Nhà xuất bản QĐND, 1977